# SN 2008iw
SN 2008iw – supernowa typu Ia odkryta 21 września 2008 roku w galaktyce A230620+0940. W momencie odkrycia miała maksymalną jasność 19,30m.